# ليو سونغ (لاعب تنس الطاولة)
ليو سونغ (بالإسبانية: Liu Song) هو لاعب تنس الطاولة أرجنتيني، ولد في 12 مايو 1972 في قوانغشي في الصين.

## وصلات خارجية
- ليو سونغ على موقع أوليمبيديا (الإنجليزية)